# Norialsus fouriensis
Norialsus fouriensis är en insektsart som beskrevs av Van Stalle 1986. Norialsus fouriensis ingår i släktet Norialsus och familjen kilstritar. Inga underarter finns listade i Catalogue of Life.